# Barún-Urt
Barún-Urt (mongolsky Баруун-Урт, mongolským písmem ᠪᠠᠷᠠᠭᠤᠨ ᠤᠷᠲᠤ) je město ve východním Mongolsku, hlavní město Süchbátorského ajmagu a tvoří v ajmagu jeden malý sum (59 km²), který tvoří enklávu v sumu města Süchbátar.
Město (tehdy jako vesnice) vzniklo roku 1941, nebo 1942 jako sídlo nově vzniklého ajmagu. Místo neumožňuje zemědělskou činnost krom omezeného pastevectví. Důvod vzniku byly nedaleké uhelné doly, i dnes je pro existenci města důležitý v roce 2005 zprovozněný velký zinkový důl (Tömörtín ovó) severně od města.
Ve městě je letiště a z města vedou čtyři cesty – zpevněná přímo do Ulánbátaru, další na sever do Čojbalsanu, menší na jihovýchod k hranici s Čínou a západní k Sajnšandu